# Latrodectus erythromelas
Espèce
Latrodectus erythromelas est une espèce d'araignées aranéomorphes de la famille des Theridiidae.

## Distribution
Cette espèce se rencontre en Inde en Andhra Pradesh et au Sri Lanka,.

## Publication originale
- Schmidt & Klaas, 1991 : Eine neue Latrodectus-Spezies aus Sri Lanka (Araneida: Theridiidae). Arachnologischer Anzeiger, vol. 14, p. 6-9.